# Jourdain d'Aure
Jourdain ou Jordanes d'Aure (mort vers 1443) est un ecclésiastique qui fut  évêque de Mirepoix de 1433 à 1440 puis évêque de Couserans de 1440 à sa mort.

## Biographie
Jourdain d'Aure est le frère de Sanche-Garcie d'Aure. Il est chanoine du chapitre de Tarbes lorsqu'il est désigné comme évêque de Mirepoix. Il devient évêque de Couserans en 1440 et est confirmé par une bulle pontificale du pape Eugène IV du 16 juin 1441.
Il semble qu'il meure vers 1443.